# San Demetrio ne' Vestini
San Demetrio ne' Vestini là một đô thịthuộc tỉnh L'Aquila trong vùng Abruzzo của Ý. Ý. Đô thị này có diện tích 16 km², dân số 1604 người. Các làng trực thuộc: Cavantoni, Cardamone, Cardabello, Collarano, San Giovanni, Colle, Villa Grande. Các đô thị giáp ranh gồm:
Barisciano, Fagnano Alto, Poggio Picenze, Prata d'Ansidonia, Rocca di Mezzo, Sant'Eusanio Forconese, Villa Sant'Angelo